# Liste der Stolpersteine in Oldenburg (Oldb)
Die Liste der Stolpersteine in Oldenburg (Oldb) enthält alle Stolpersteine, die im Rahmen des gleichnamigen Kunst-Projekts von Gunter Demnig in Oldenburg (Oldb) verlegt wurden. Mit ihnen soll der Opfer des Nationalsozialismus gedacht werden, die in Oldenburg lebten und wirkten. Bei bisher drei Verlegungen seit November 2011 wurden sieben Stolpersteine verlegt (Stand: Juli 2019).
Die jüdische Gemeinde Oldenburg gedenkt der NS-Opfer nicht mit Stolpersteinen, sondern mit Tafeln und Stelen.

## Liste der Stolpersteine
| Bild | Person, Inschrift | Adresse                                  | Verlegedatum  | Anmerkung |
| --- | --- | ---------------------------------------- | ------------- | --- |
| | Hier wohnte Grete Reyersbach, geb. Weinberg Jg. 1883 deportiert 1941 Riga ermordet                                                       | Beethovenstr. 17 ·                       | 11. Feb. 2022 | Grete (Gretchen Henny) Reyersbach wurde 1883 in Hannover geboren. Haft, Deportation im Dezember 1936 über Hannover und weiter nach Riga. 15.12.1941 (?) Transport von Hannover nach Riga, für tot erklärt. |
| | Hier wohnte Franz Reyersbach Jg. 1880 verhaftet 28.9.1936 Gefängnis Oldenburg Sachsenhausen ermordet 14.12.1936                          | Beethovenstr. 17 ·                       | 11. Feb. 2022 | Franz Reyersbach wurde 1880 in Oldenburg geboren. Sein Bruder war Paul Reyersbach (1877–1934), seine Ehefrau Grete Reyersbach, geb. Weinberg (1883–1941), Vater von Ernst Reyersbach (1906–1976/Pennsylvania, USA) Fritz Reyersbach (Fred Rydersbach) (* 1910) und Hans Reyersbach (* 1911) sowie von Lotte Reyersbach (* 1923, besuchte die Cäcilienschule Oldenburg, 1939 Emigration nach London, England, vh. McLean). |
| Stolperstein Erna Maria Evers | Hier lebte Erna Maria Evers Jg. 1924 eingewiesen 1934 Pflegeanstalt Gertrudenheim ’verlegt’ 1937 Pflegeanstalt Blankenburg tot 12.1.1940 | Nadorster Straße 155 · Gertrudenheim ·   | 8. Nov. 2011  | Erna Maria Evers wurde 1924 in Deindrup bei Vechta geboren. Zusammen mit ihren beiden Geschwistern wurde das als geistig behindert eingestufte Mädchen 1934 aus dem St.-Vincenz-Haus Cloppenburg in das Oldenburger Gertrudenheim verlegt. 1937 wurde sie in das Kloster Blankenburg verlegt, wo sie infolge der Euthanasie am 12. Januar 1940 im Alter von 15 Jahren starb. |
| Stolperstein Otto Evers | Hier lebte Otto Evers Jg. 1925 eingewiesen 1934 Pflegeanstalt Gertrudenheim ’verlegt’ 1937 Pflegeanstalt Blankenburg tot 13.4.1938       | Nadorster Straße 155 · Gertrudenheim ·   | 8. Nov. 2011  | Otto Antonius Evers wurde 1925 in Deindrup bei Vechta geboren. Zusammen mit seinen beiden Geschwistern wurde der als geistig behindert eingestufte Junge 1934 aus dem St.-Vincenz-Haus Cloppenburg in das Oldenburger Gertrudenheim und 1937 in das Kloster Blankenburg verlegt. Otto Evers starb dort an mangelnder Ernährung und Pflege bereits am 13. April 1938 im Alter von 12 Jahren. |
| Stolperstein Alfons Evers | Hier lebte Alfons Evers Jg. 1926 eingewiesen 1934 Pflegeanstalt Gertrudenheim ’verlegt’ 1941 Heil- und Pflegeanstalt Erlangen            | Nadorster Straße 155 · Gertrudenheim ·   | 8. Nov. 2011  | Alfons Evers wurde 1926 in Deindrup bei Vechta geboren. Zusammen mit seinen beiden Geschwistern wurde der als geistig behindert eingestufte Junge 1934 aus dem St.-Vincenz-Haus Cloppenburg in das Oldenburger Gertrudenheim und 1937 in das Kloster Blankenburg verlegt. Seine Geschwister starben 1938 bzw. 1940 im Kloster Blankenburg. Alfons Evers wurde am 19. September 1941 in die Heil- und Pflegeanstalt Erlangen (HuPflA) verlegt, wo er am 18. März 1943 ebenfalls an den Folgen der Euthanasie verstarb. |
| Bild gesucht Der Benutzer GeorgDerReisende ( Diskussion ) wünscht sich an dieser Stelle ein Bild vom Ort mit diesen Koordinaten 53.151826 8.28594 . Motiv: der Stolperstein für Georg Harbers, die Lage und das Haus Falls du dabei helfen möchtest, erklärt die Anleitung , wie das geht. BW | Hier lebte Georg Harbers Jg. 1908 eingewiesen 1940 Pflegeanstalt Blankenburg tot 3.8.1941                                                | vor der Kapelle im Kloster Blankenburg · | 8. Nov. 2011  | Georg Harbers wurde am 8. Dezember 1908 als drittes Kind einer Landwirtsfamilie in Woppenkamp bei Bockhorn geboren. Aufgrund seiner geistigen Behinderung wurde er 1910 zur Pflege in das Haus Reddersen bei Bremen gegeben, wo er aufwuchs und auch später wohnen bleiben konnte. In der Zeit des Nationalsozialismus wurde er 1937 zwangssterilisiert. 1939 musste er das in Auflösung begriffene Haus Reddersen verlassen und wurde in der Bremer Nervenklinik untergebracht, nach wenigen Monaten dann im Gertrudenheim im Kloster Blankenburg. Dort starb er am 3. August 1941 als Opfer der Euthanasie. Für Georg Harbers wurde auch in Bremen ein Stolperstein verlegt. Sein Grab wurde bei Nachforschungen auf dem Friedhof des Klosters Blankenburg entdeckt. |
| Stolperstein Johann Gerdes | Hier wohnte Johann Gerdes Jg. 1896 Abgeordneter/KPD 3. März 1933 von SA / Oldenburg überfallen/angeschossen tot 6.3.1933                 | Neusüdenderweg 50, Ofenerdiek ·          | 22. Feb. 2017 | Johann Gerdes wurde am 16. April 1896 in Groß Bornhorst geboren. Seit 1920 war er Mitglied der KPD. 1923 wanderte er nach Brasilien aus, kehrte aber 1927 wieder zurück. 1930 wurde er Gemeinderatsmitglied in Ohmstede. 1932 zog er für die KPD in den Oldenburgischen Landtag ein und übernahm einen Sitz im Petitionsausschuss. Am Morgen des 3. März 1933 lockten ihn SA-Leute aus seiner Wohnung, schlugen ihn und gaben fünf Schüsse auf ihn ab. An den Folgen dieser Verletzungen starb er am 5. März 1933. |
| Stolperstein Anna Gesine Wiechmann | Hier wohnte Anna Gesine Wiechmann Jg. 1882 eingewiesen 1932 Heilanstalt Wehnen tot 9.5.1942                                              | Burgstr. 10, Innenstadt ·                | 8. Feb. 2024  | Anna Gesine Wiechmann wurde 1882 in Lindenerfeld als Gesine Hogen geboren. 1910 heiratete sie Dietrich Wiechmann und zog zu ihm nach Oldenburg. Wegen einer schweren Depression wurde sie 1932 in die Heilanstalt Wehnen eingewiesen, wo sie am 9. Mai 1942 infolge von Hunger und Vernachlässigung starb. |

## Verlegungen
- 18. November 2011: vier Stolpersteine an zwei Adressen für Opfer der Krankenmorde[9][10]
- 22. Februar 2017: ein Stolperstein an einer Adresse[8]